# Campeonato Africano de Futebol Sub-20 de 2015
O Campeonato Africano de Futebol Sub-20 de 2015 foi a 19ª edição da competição organizada pela Confederação Africana de Futebol (CAF) para jogadores com até 20 anos de idade. O evento foi realizado no Senegal entre os dias de 8 de março e 22 de março.
A Nigéria conquistou pela sétima vez o título da categoria o Senegal ficou em segundo lugar a Gana terminou em terceiro lugar e o Mali finalizou em quarto lugar.

## Regulamento
O campeonato será disputado por oito equipes em dois grupos de quatro equipes as duas melhores colocadas de cada grupo se classificam para a semifinal e também garantem vaga na Copa do Mundo Sub-20 que será realizado na Nova Zelândia.

## Equipes participantes
- África do Sul
- Congo
- Costa do Marfim
- Gana
- Mali
- Nigéria
- Senegal (anfitrião)
- Zâmbia

## Sedes
| Dakar                         | M'Bour                |
| ----------------------------- | --------------------- |
| Estádio Léopold Sédar Senghor | Estadio Caroline Faye |
| Capacidade: 60 000            | Capacidade: 5 000     |
|                               |                       |

## Árbitros
| Árbitros                                  | Assistentes                   |
| ----------------------------------------- | ----------------------------- |
| BDI Thierry Nkurunziza                    | NGA Abel Baba                 |
| CMR Aurélien Juenkou Wandji               | CMR Elvis Guy Nguegoue        |
| CIV Bienvenu Sinko                        | MRT Abderahme Warr            |
| SEN Daouda Gueye                          | SEN Abacar Séne               |
| KEN Davies Ogenche Omweno                 | ERI Berhe O'Michel            |
| SOM Hagi Yabarow Wiish                    | GHA David Laryea              |
| EGY Ibrahim Nour El Din                   | SEY Hensley Danny Petrousse   |
| BWA Joshua Bondo                          | TCD Issa Yaya                 |
| BFA Juste Ephrem Zio                      | TUN Jridi Pauouzi             |
| MLI Mahamadou Keita                       | ETH Kindie Mussie             |
| LBY Mohamed Ragab Omar                    | UGA Mark Ssonko               |
| SDN Mutaz Abdelbasit Abdelbasit Khairalla | RSA Mothibidi Stevens Khumalo |
| MAR Rédouane Jiyed                        | GUI Sidiki Sidilo             |

## Sorteio
O sorteio da definição dos grupos foi realizado no dia 21 de dezembro de 2014 na cidade de Dakar pela Confederação Africana de Futebol.
| Cabeças de chave | Pote 2                        | Pote 3         | Pote 4     |
| ---------------- | ----------------------------- | -------------- | ---------- |
| Senegal Gana     | África do Sul Costa do Marfim | Zâmbia Nigéria | Congo Mali |

Logo após o sorteio os grupos foram formados da seguinte maneira:
| Grupo A                               | Grupo B                        |
| ------------------------------------- | ------------------------------ |
| Senegal Nigéria Congo Costa do Marfim | Gana África do Sul Mali Zâmbia |

## Fase de grupos
|  | Zona de classificação à fase final |
|  | Zona de eliminação                 |

Todas as partidas seguem o fuso horário do Senegal (UTC+0).

### Grupo A
| Seleção         | P | J | V | E | D | GP | GC | SG |
| --------------- | - | - | - | - | - | -- | -- | -- |
| Nigéria         | 7 | 3 | 2 | 1 | 0 | 9  | 4  | +5 |
| Senegal         | 4 | 3 | 1 | 1 | 1 | 7  | 8  | -1 |
| Costa do Marfim | 3 | 3 | 0 | 3 | 0 | 5  | 5  | 0  |
| Congo           | 1 | 3 | 0 | 1 | 2 | 5  | 9  | -4 |

Primeira rodada
| 8 de março | Senegal  | 1–3       | Nigéria                       | Estádio Léopold Sédar Senghor, Dakar |
| 16:30      | Sarr 27' | Relatório | Awoniyi 11' 12' · Ifenayi 44' | Árbitro: MAR Rédouane Jiyed          |

| 8 de março | Congo        | 1–1       | Costa do Marfim | Estádio Léopold Sédar Senghor, Dakar |
| 19:30      | Ganvoula 10' | Relatório | Yakou 73'       | Árbitro: KEN Davies Ogenche Omweno   |

Segunda rodada
| 11 de março | Nigéria                                               | 4–1       | Congo        | Estádio Léopold Sédar Senghor, Dakar |
| 16:30       | Ifeanyi 5' · Musa 36' (pen.) 54' (pen.) · Awoniyi 87' | Relatório | Ganvoula 62' | Árbitro: MLI Mahamadou Keita         |

| 11 de março | Costa do Marfim            | 2–2       | Senegal       | Estádio Léopold Sédar Senghor, Dakar |
| 19:30       | Angban 10' · D'Avila 90+3' | Relatório | Wadji 51' 55' | Árbitro: BWA Joshua Bondo            |

Terceira rodada
| 14 de março | Senegal                                | 4–3       | Congo                                    | Estádio Léopold Sédar Senghor, Dakar |
| 17:00       | Niang 16' · Wadji 38' · Sarr 86' 90+3' | Relatório | Nkounkou 22' · Ganvoula 56' · Bakaki 66' | Árbitro: BDI Thierry Nkurunziza      |

| 14 de março | Nigéria                | 2–2       | Costa do Marfim | Estádio Caroline Faye, M'Buor           |
| 17:00       | Pyagbara 4' · Musa 68' | Relatório | Niangbo 1' 32'  | Árbitro: SDN Mutaz Abdelbasit Khairalla |

### Grupo B
| Seleção       | P | J | V | E | D | GP | GC | SG |
| ------------- | - | - | - | - | - | -- | -- | -- |
| Mali          | 9 | 3 | 3 | 0 | 0 | 4  | 1  | +3 |
| Gana          | 6 | 3 | 2 | 0 | 1 | 4  | 2  | +2 |
| África do Sul | 3 | 3 | 1 | 0 | 2 | 7  | 5  | +2 |
| Zâmbia        | 0 | 3 | 0 | 0 | 3 | 2  | 9  | -7 |

Primeira rodada
| 9 de março | Gana                   | 2–0       | África do Sul | Estádio Caroline Faye, M'Buor    |
| 16:30      | Kassim 8' · Tetteh 45' | Relatório |               | Árbitro: EGY Ibrahim Nour El Din |

| 9 de março | Mali       | 1–0       | Zâmbia | Estádio Caroline Faye, M'Buor   |
| 19:30      | Diallo 68' | Relatório |        | Árbitro: SOM Hagi Yabarow Wiish |

Segunda rodada
| 12 de março | África do Sul | 1–2       | Mali           | Estádio Caroline Faye, M'Buor   |
| 16:30       | Modjeka 72'   | Relatório | Traoré 78' 87' | Árbitro: LBY Mohamed Ragab Omar |

| 12 de março | Zâmbia  | 1–2       | Gana                     | Estádio Caroline Faye, M'Buor |
| 19:30       | Daka 3' | Relatório | Attobrah 26' · Afful 86' | Árbitro: SEN Daouda Gueye     |

Terceira rodada
| 15 de março | Gana | 0–1       | Mali       | Estádio Caroline Faye, M' Buor       |
| 17:00       |      | Relatório | Diarra 18' | Árbitro: CMR Aurélien Juenkou Wandji |

| 15 de março | África do Sul                                   | 6–1       | Zâmbia     | Estádio Léopold Sédar Senghor, Dakar |
| 17:00       | Zuma 22' 72' · Sandows 58' 73' 87' · Zulu 90+3' | Relatório | Seriba 30' | Árbitro: BFA Juste Ephrem Zio        |

## Fase final
|  | Semifinais          | Semifinais          |   |                     | Final               | Final |  |
|  |                     |                     |   |                     |                     |       |  |
|  | 18 de março – Dakar |                     |   |                     |                     |       |  |
|  | Nigéria             | 2                   |   |                     |                     |       |  |
|  | Gana                | 0                   |   |                     |                     |       |  |
|  |                     |                     |   |                     |                     |       |  |
|  |                     |                     |   |                     | 22 de março – Dakar |       |  |
|  |                     |                     |   |                     | Nigéria             | 1     |  |
|  |                     | Senegal             | 0 |                     |                     |       |  |
|  |                     |                     |   |                     |                     |       |  |
|  |                     |                     |   |                     |                     |       |  |
|  |                     |                     |   |                     | Terceiro lugar      |       |  |
|  | 19 de março – Dakar | 19 de março – Dakar |   | 22 de março – Dakar | 22 de março – Dakar |       |  |
|  | Mali                | 1                   |   | Gana                | 3                   |       |  |
|  | Senegal             | 2                   |   |                     | Mali                | 0     |  |

### Semifinais
| 18 de março | Nigéria                | 2–0       | Gana | Estádio Léopold Sédar Senghor, Dakar |
| 17:00       | Nwobodo 23' · Musa 81' | Relatório |      | Árbitro: MAR Rédouane Jiyed          |

| 19 de março | Mali      | 1–2       | Senegal     | Estádio Léopold Sédar Senghor, Dakar |
| 17:00       | Diallo 5' | Relatório | Kone 2' 81' | Árbitro: EGY Ibrahim Nour El Din     |

### Disputa pelo terceiro lugar
| 22 de março | Gana                         | 3–0       | Mali | Estádio Léopold Sédar Senghor, Dakar    |
| 16:30       | Yeboah 24' 64' · Aboagye 70' | Relatório |      | Árbitro: SDN Mutaz Abdelbasit Khairalla |

### Final
| 22 de março | Nigéria    | 1–0       | Senegal | Estádio Léopold Sédar Senghor, Dakar |
| 19:30       | Bulbwa 17' | Relatório |         | Árbitro: BWA Joshua Bondo            |

## Artilharia
| Jogador            | Equipe          | Gols |
| ------------------ | --------------- | ---- |
| Muhammed Musa      | Nigéria         | 4    |
| Ibrahim Wadji      | Senegal         | 3    |
| Silvere Ganvoula   | Congo           | 3    |
| Sidy Sarr          | Senegal         | 3    |
| Taiwo Awoniyi      | Nigéria         | 3    |
| Tyroane Sandows    | África do Sul   | 3    |
| Alessane Diallo    | Mali            | 2    |
| Franck Niangbon    | Costa do Marfim | 2    |
| Dumisani Zuma      | África do Sul   | 2    |
| Hamidou Traoré     | Mali            | 2    |
| Mathew Ifeanyi     | Nigéria         | 2    |
| Moussa Kone        | Senegal         | 2    |
| Yaw Yeboah         | Gana            | 2    |
| Adriel D'Avilla    | Costa do Marfim | 1    |
| Asiedu Attobarah   | Gana            | 1    |
| Benjamin Tetteh    | Gana            | 1    |
| Bernard Bulbwa     | Nigéria         | 1    |
| Charles Zulu       | África do Sul   | 1    |
| Constantin Bakaki  | Congo           | 1    |
| Clifford Abogye    | Gana            | 1    |
| Cristhian Pyagbara | Nigéria         | 1    |
| Dave Daka          | Zâmbia          | 1    |
| Emanuel Nwobodo    | Nigéria         | 1    |
| Ichack Diarra      | Mali            | "1'  |
| Kabelo Seriba      | Zâmbia          | 1    |
| Madisha Modjeka    | África do Sul   | 1    |
| Malick Niang       | Senegal         | 1    |
| Moise Nkounkou     | Congo           | 1    |
| Prospen Kassim     | Gana            | "1'  |
| Samuel Afful       | Gana            | 1    |
| Victorien Angban   | Costa do Marfim | 1    |
| Yakou Meite        | Costa do Marfim | 1    |

## Premiação
| Campeonato Africano Sub-20 de 2015 |
| Nigeria                            |
| ---------------------------------- |
| Nigeria Campeão 7º título          |